# 瓦尔任
瓦尔任是巴西圣保罗州的一个市镇。总面积142.596平方公里，总人口6885人，人口密度48.3人/平方公里。